# Ministrstvo za zunanje zadeve (Finska)
Ministrstvo za zunanje zadeve je ministrstvo v finski vladi, ki je odgovorno za pripravo in izvajanje zunanje politike vlade.

## Organizacija
Ministrstvo je imelo v letu 2017 skupni proračun 1,079 milijarde evrov, od tega je bilo 675 milijonov porabljenih za razvojno sodelovanje in 248 milijonov evrov za stroške poslovanja ministrstva.
Zaposluje 1420 ljudi (od tega je približno 74 % žensk) in 980 zaposlenih na lokalni ravni ter vzdržuje 89 tujih pisarn s tujimi predstavništvi. Od leta 1987 je ministrstvo koncentrirano v okrožju Katajanokka v Helsinkih.
Dva ministra v sedanji vladi Sanne Marin imata portfelje v zvezi z ministrstvom:
- Minister za zunanje zadeve, ki splošno vodi ministrstvo
- Minister za zunanjo trgovino in razvoj

Najvišji javni uslužbenec je državni sekretar, pomagajo pa mu štirje državni podsekretarji, ki imajo naslednje odgovornosti:
- Upravne, pravne in protokolarne zadeve
- Zunanja in varnostna politika, komunikacije in kultura
- Zunanje gospodarske zadeve
- Mednarodno razvojno sodelovanje in razvojna politika

Pod temi je ministrstvo razdeljeno na dvanajst oddelkov:
- Politični oddelek
- Oddelek za zunanje ekonomske odnose
- Oddelek za razvojno politiko
- Oddelek za Evropo
- Oddelek za Rusijo, Vzhodno Evropo in Srednjo Azijo;
- Oddelek za Ameriko in Azijo;
- Oddelek za Afriko in Bližnji vzhod.
- Oddelek za globalne zadeve
- Pravni oddelek
- Oddelek za upravne zadeve
- Oddelek za komunikacijo in kulturo
- Protokolarni oddelek

Zunaj teh oddelkov obstajata dve specializirani enoti:
- Enota za notranjo revizijo
- Enota za načrtovanje politik in raziskave